# Déborah Heissler
Déborah Heissler (nacido en Mulhouse, Francia, el 5 de mayo de 1976) es una poetisa en francés.  

## Biografía
En 1988, obtuvo la beca de escritura Antoinette et Pol Neveux de la Academia Francesa. Aprendió Piano. En forma paralela, estudio Literatura Contemporánea y Ciencias de la Información y Oficios de la Cultura en la Universidad de Alta Alsacia (Université de Haute Alsace). 
En 2005 recibió el Prix de la vocation en poésie de la Fondation Bleustein-Blanchet por su primer poemario Cerca de Ellos, la noche bajo la nieve (Près d'eux, la nuit sous la neige), publicado por Cheyne éditeur. Vivió en China y el sudeste Asiático, donde enseñaba Francés. En 2010 publicó Como un trozo de la noche, recortado de su tela (Comme un morceau de nuit, découpé dans son étoffe), creado durante su estadía en Hunan y que le valió el Premio International de Poesía Francófona Yvan Goll en 2011 y el Premio del Poema en Prosa Louis Guillaume en 2012. 
De regreso en Francia, descubrió el trabajo tipográfico de su segundo editor, Æncrages & Co. Luego de haber sido miembro del jurado del concurso de novela corta de estudios eslavos de la Universidad Paris IV-Sorbonne, recientemente fue nombrada miembro del Premio del Poema en Prosa Louis Guillaume y miembro del Premio de Poesía de la Revista Nunc.

## Obra
- Les Nuits et les Jours [con la artista Joanna Kaiser (Poland) y un prefacio de Cole Swensen (Estados Unidos de América)], Æncrages & Co, Francia, 2020.
- Collisions douces [con los artistas Philippe Agositini, Armand Dupuy y Roland Chopard], Æncrages & Co, Francia, 2017.
- Tristesse et beauté. Hommage à Yasunari Kawabata [con el artista Philippe Agositini, Libro de artista], Francia, 2017.
- Morte Saison. Hommage à Nicolas Bouvier [con el artista Philippe Agositini, Libro de artista], Francia, 2017.
- Sorrowful Songs [con el artista Peter Maslow (Estados Unidos de América)], Æncrages & Co, Francia, 2015.
- Kanten [con el artista Michel Remaud, Libro de artista], Francia, 2015.
- A la lisière des champs [con el artista Michel Remaud, Libro de artista], Francia, 2015.
- Le monde d'Eros, Little big book Artist [con el artista André Jolivet], Voltije, Francia, 2015.
- Chiaroscuro, [con el artista André Jolivet], Æncrages & Co, Francia, 2013.
- Viennent / en silence [con el artista André Jolivet], Voltije, Francia, 2012.
- Comme un morceau de nuit, découpé dans son étoffe (Como un trozo de la noche, recortado de su tela), Cheyne, Francia, 2010. Premio del Poema en Prosa Louis Guillaume (2012) y Premio International de Poesía Francófona Yvan Goll (2011)
- Près d'eux, la nuit sous la neige (Cerca de Ellos, la noche bajo la nieve), Cheyne, Francia, 2005. Premio de Poesía Bleustein-Blanchet (2005)

### Revistas literarias

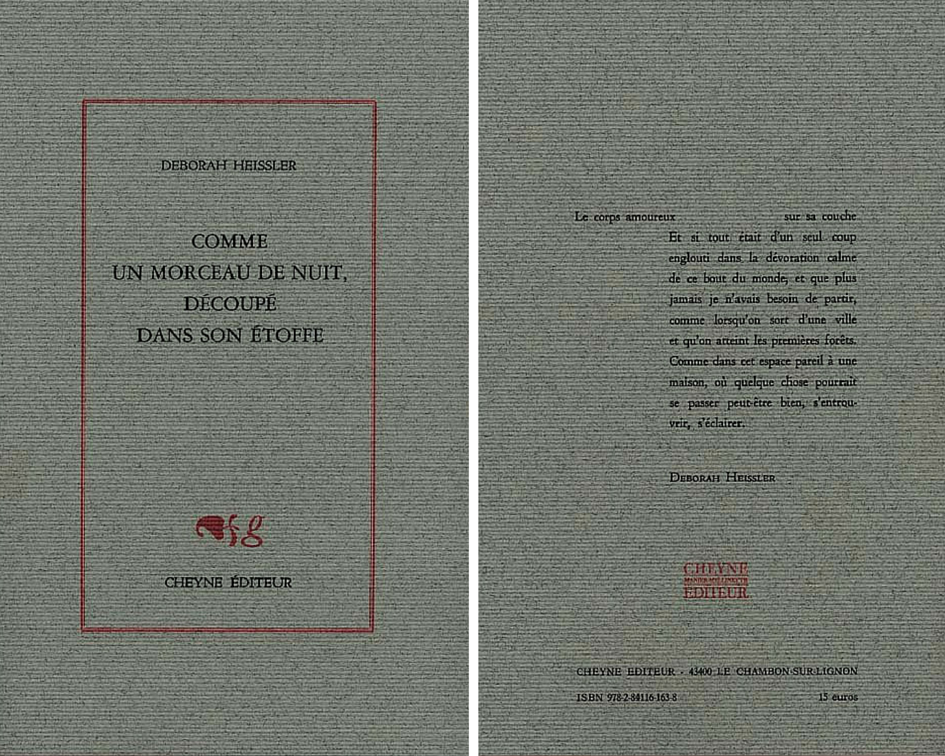
Deborah Heissler, Como un trozo de la noche, recortado de su tela, Cheyne, 2010.

Poemas de Deborah Heissler en la revista literaria Nunc (Francia), Bacchanales (Francia), Dyptique (Francia), CCP (Cahier Critique de Poésie, Cipm) (Francia), Arpa (Francia), Raise, magazine photographique (Francia), Paris lit up Magazine (Estados Unidos de América), SET (Estados Unidos de América), Buenos Aires Poetry (Argentina).

### Premios
- Premio del Poema en Prosa Louis Guillaume (2012), Francia
- Premio International de Poesía Francófona Yvan Goll (2011), Francia
- Premio de Poesía Bleustein-Blanchet (2005), Francia
- Premio del Concurso de Novela Corta de Estudios Eslavos de la Universidad Paris IV-Sorbonne (2004), Francia

### Festivales internacionales de poesía
- Festival Internacional de Literatura de Toluca (México), 2017

## Bibliografía crítica en francés

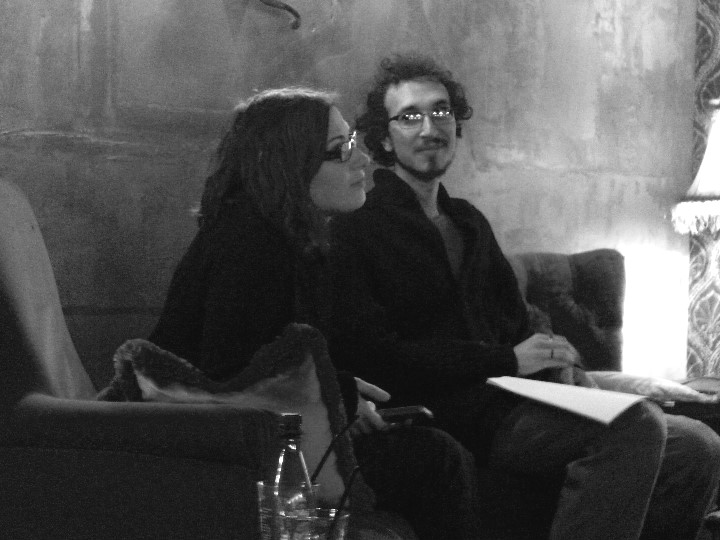
Deborah Heissler y Jacob Bromberg (Ivy Writers reading series, Paris, Francia, 2013).

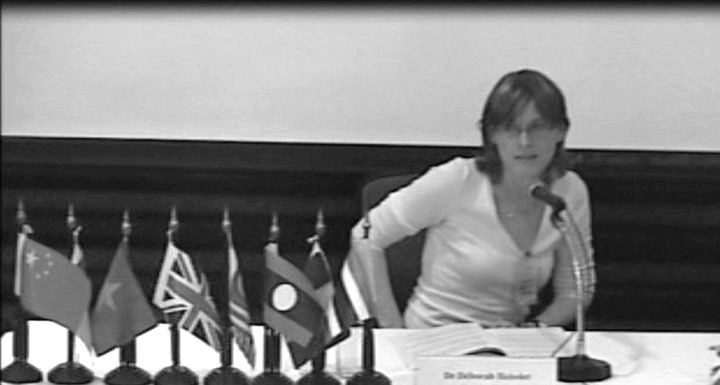
Deborah Heissler (Universidad de Naresuan, Tailandia, 2011).